# Guldtuppen

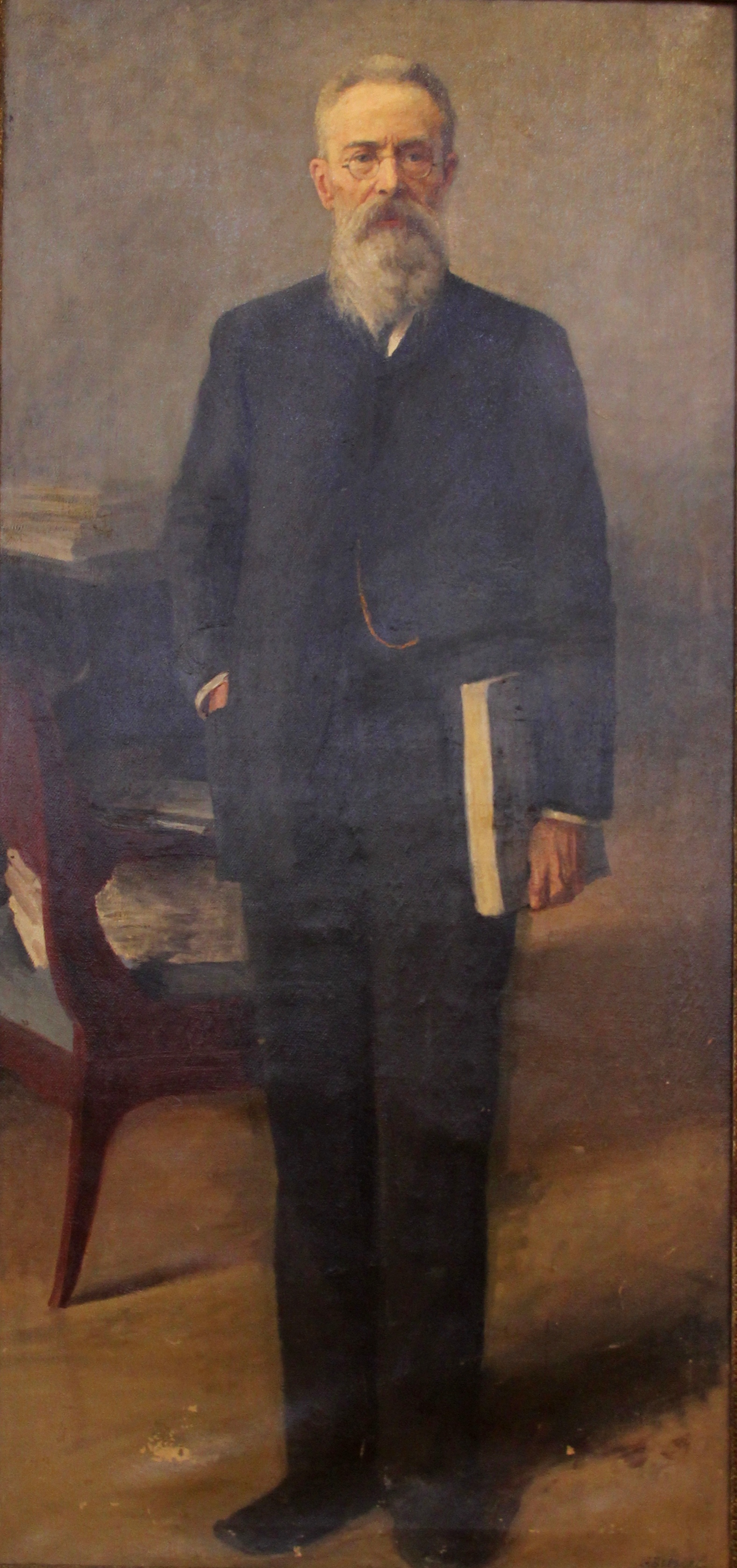
Nikolaj Rimskij-Korsakov

Guldtuppen (ryska: Золотой петушок, Zolotoj petusjok) är en opera i tre akter med musik av Nikolaj Rimskij-Korsakov och libretto av Vladimir Belskij, baserat på Aleksandr Pusjkins dikt Sagan om den gyllene tuppen, som i sin tur bygger på två kapitel i Tales of the Alhambra av Washington Irving.

## Historia
Rimskij-Korsakov hade inte tänkt komponera fler operor, men den politiska situationen i Ryssland inspirerade honom att komponera en "rakbladsvass satir över enväldet, den ryska imperialismen och det rysk-japanska kriget". Kompositörens avsikt var att avslöja missförhållandena under tsarregimen. Operan blev också omedelbart förbjuden, då likheten mellan tsaren och den dumme kung Dodon var allt för uppenbar. Den var färdigställd 1907, men hade urpremiär först efter kompositörens död, den 7 oktober 1909 på Solodovnikovteatern i Moskva. En månad senare sattes operan även upp på Bolsjojteatern. 1914 hade operan premiär i både London och Paris.

### En ovanlig premiär i New York
6 mars 1918 sattes den upp på Metropolitan Opera i New York under musikalisk ledning av Pierre Monteux. Då de båda huvudrollerna fordrar sångartister som både kan agera och dansa på scen löstes detta genom att man lät sångartisterna och dansarna dela bördan av den sceniska arbetet. På trappformade läktare på båda sidor inne på scen placerades solister och kör, och därifrån sjöng de föreställningen utan att röra sig. Själva skådespelet framfördes på scenen av baletten, som hade den fördelen att de efter sina våldsamma dansnummer slapp hämta andan för att sjunga. Idén till detta kom från koreografen Michel Fokine. Trots protester från tonsättarens familj gavs verket i denna form i både Paris, London och New York. Först 4 februari 1957 fick publiken i New York se operan som tonsättaren hade tänkt sig. Rollerna sjöngs då av Ezio Pinza och Lily Pons.

### Tsar Dodon

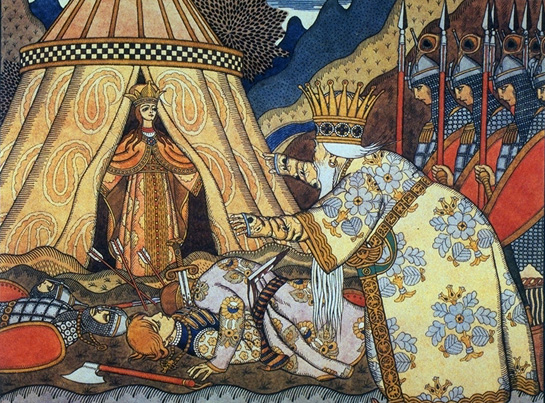
Kung Dadon träffar drottningen av Sjematja. Målning av Ivan Bilibin.

## Handling

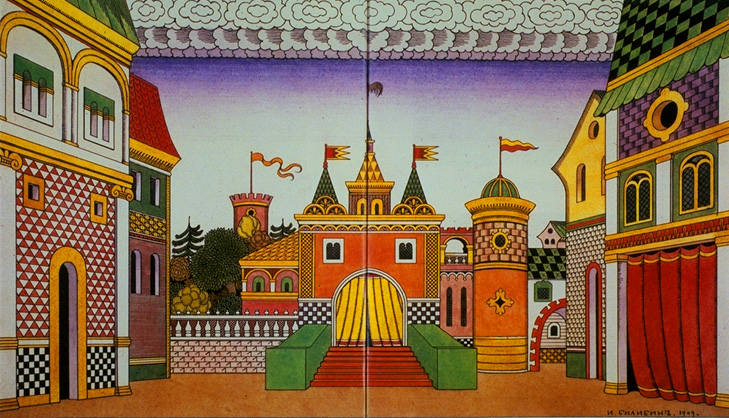
Ivan Bilibins dekor till akt II vid uruppförandet.